# Мир Дикого Запада (3-й сезон)
Третий сезон американского научно-фантастического вестерн-сериала «Мир Дикого Запада» (подзаголовок «Новый мир»), премьера которого состоялась на канале HBO 15 марта 2020 года. Он состоит из восьми эпизодов.
Телесериал был создан Джонатаном Ноланом и Лизой Джой, и он основан на одноимённом фильме 1973 года сценариста и режиссёра Майкла Крайтона. Главные роли в третьем сезоне исполняют Эван Рэйчел Вуд, Тэнди Ньютон, Джеффри Райт, Тесса Томпсон, новичок Аарон Пол и Эд Харрис. Венсан Кассель исполняет роль главного антагониста в сезоне.

## Сюжет
Действие сезона разворачивается сразу после событий второго сезона, когда Долорес сбежала из Мира Дикого Запада вместе с мозговыми ядрами нескольких роботов, включая Бернарда. Поселившись в нео-Лос-Анджелесе в 2058 году, Долорес развивает отношения с Калебом и узнаёт, как обращаются с роботами и людьми низшего класса в реальном мире. Тем временем Мейв оказывается в другом парке Делоса, на этот раз с темой Второй мировой войны в фашистской Италии.

## В ролях

### Основной состав
- Эван Рэйчел Вуд — Долорес Абернати[5]
- Тэнди Ньютон — Мейв Милли[5]
- Джеффри Райт — Бернард Лоу[5]
- Тесса Томпсон — Шарлотта Хейл / Долорес Абернати[6]
- Аарон Пол — Калеб Николс[7]
- Эд Харрис — Уильям / Человек в Чёрном[5]
- Люк Хемсворт — Эшли Стаббс[1][a]
- Саймон Куотерман — Ли Сайзмор[1][a]
- Венсан Кассель — Ангерран Серак[8][9][a]
- Анджела Сарафян — Клементина Пеннифезер[a]
- Тао Окамото — Ханарё[a]

### Второстепенный состав
- Джон Галлахер-мл. — Лиам Демпси-мл.[9][10]
- Томми Флэнаган — Мартин Конеллс / Долорес Абернати[9][10]
- Лина Уэйт — Эш[4][9]
- Скотт Мескуди — Фрэнсис[9][11]
- Маршон Линч — Гигглс[9][12]
- Пом Клементьефф — Мартел
- Расселл Вонг — Бромптон
- Пейман Маади — Эллиот[13]
- Иддо Голдберг — Себастьян
- Энрико Колантони — Уитман[14]
- Джонатан Такер — майор Крэддок

### Приглашённые актёры
- Рафи Гаврон — Родерик
- Фиби Тонкин — Пенни
- Томас Кречман — Джеральд
- Уэйн Пере — терапевт
- Майкл Филипович — Джо
- Шамин Ли — Джоанна
- Родриго Санторо — Гектор Эскатон / Этторе[1]
- Леонардо Нэм — Феликс Лутц[15]
- Птолеми Слокам — Сильвестр
- Д. Б. Уайсс — Дэн
- Дэвид Бениофф — Дэйв
- Дэвид Данипур — Бенни
- Майкл Или — Джейк
- Надин Льюингтон — Герхарт
- Джексон Уильямс — Нейтан
- Кэти О’Брайан — медик
- Лоуренс Адимора — второй медик
- Дерек Смит — Стэнтон
- Сол Ландерман — Клайд
- Катя Херберс — Эмили
- Хироюки Санада — Мусаши / Сато / Долорес Абернати
- Элизабет Энвейс — Могильщик
- Адам Ванг — Цзянь
- Пол-Микель Уильямс — Чарли
- Джефферсон Мэйс — Лиам Демпси-ст.[16][17]
- Александр Бар — молодой Серак
- Пол Купер — Жан Ми
- Аль Коронел — президент Фило
- Бахия Хаифи Голд — доктор Грин[14]
- Джимми Симпсон — молодой Уильям
- Питер Муллан — Джеймс Делос
- Заид Кисонак — ребёнок Уильям
- Сиена Гоинс — доктор Лэнг
- Луис Феррейра — доктор Алперт
- Жасмин Рэй — дочь Мейв
- Клифтон Коллинз-мл. — Лоуренс Гонсалес / Долорес Абернати
- Джина Торрес — Лорен
- Майкл Роуз — Макклин

## Эпизоды
| № общий | № в сезоне | Название                                  | Режиссёр            | Автор сценария               | Дата премьеры  | Произв. код | Зрители США (млн) |
| --- | ---------- | ----------------------------------------- | ------------------- | ---------------------------- | -------------- | ----------- | ----------------- |
| 21 | 1          | «Смилуйся, Господи» «Parce Domine»        | Джонатан Нолан      | Лиза Джой и Джонатан Нолан   | 15 марта 2020  | 301         | 0,90              |
| Через три месяца после резни в «Мире Дикого Запада» Долорес использует поддельную личность, чтобы приблизиться к Лиаму Демпси-младшему, сыну соучредителя компании «Инсайт». Лиам является публичным лицом компании и её флагманской программы «Ровоам» — искусственного интеллекта, к которому Долорес пытается получить доступ. Лиам сам мало что знает, так как «Ровоам» создали его отец и человек по имени Серак. Когда Лиам собирается раскрыть имя Серака, в дело вмешивается Мартин, руководитель службы безопасности компании, обнаруживший обман Долорес. Мартин пытается убить Долорес, но вместо этого она заманивает его в ловушку, которая позволяет ей заменить Мартина андроидом. Долорес ранена в перестрелке, но ей помогает Калеб — бывший военнослужащий, зарабатывающий себе на жизнь работой на стройке и мелкими преступлениями. В это же время Бернард, скрывающийся где-то на Востоке, избегает охоты на себя и намеревается отправиться в «Мир Дикого Запада». Андроид, исполняющий роль Шарлотты Хейл, берёт под свой контроль «Делос». Мейв «просыпается» в парке времён Второй мировой войны. |            |                                           |                     |                              |                |             |                   |
| 22 | 2          | «Зимняя линия» «The Winter Line»          | Ричард Дж. Льюис    | Мэтт Питтс и Лиза Джой       | 22 марта 2020  | 302         | 0,78              |
| Бернард возвращается в Мир Дикого Запада и обнаруживает, что хост Эшли всё ещё функционирует. С его помощью они находят хост Мейв, но ему не хватает «жемчужины». Бернард использует системы, чтобы проверить, что Долорес не вмешивалась в его код, и обнаруживает, что Долорес изучала нескольких предыдущих гостей парка, включая Лиама. Он перепрограммирует Эшли, чтобы тот защищал Бернарда, затем они возвращаются на материк. Мейв из парка Второй мировой войны спасает Гектор, но она понимает, что это ещё одна история для парка, и убивает себя. Затем Мейв встречает живого Ли, который хочет помочь ей добраться до Кузницы. Тем не менее Мейв вскоре понимает, что это лишь симуляция виртуальной реальности, и, проверив ее пределы, крадет свою жемчужину из ее реального местоположения, но охранники пресекают попытку. Она просыпается в теле хоста в реальном мире и встречает Серака, который изначально думал, что Мейв является главной угрозой для системы, которую он построил. Серак хочет, чтобы Мейв помогла остановить Долорес. |            |                                           |                     |                              |                |             |                   |
| 23 | 3          | «Отсутствие поля» «The Absence of Field»  | Аманда Марсалис     | Дениз Те                     | 29 марта 2020  | 303         | 0,80              |
| Хост Шарлотты, с трудом поддерживающий личность хоста, узнает, что Серак, тайный самый богатый человек на Земле, пытается взять контроль над Делосом через крота внутри компании, и что этим кротом была Шарлотта (человек), которая обещала предоставить данные гостей парка. Долорес, однако, теперь заблокировала эти данные с помощью ключа шифрования. Калеб помогает Долорес сбежать и сам становится мишенью в приложении «Рико». Долорес приходит вовремя, чтобы спасти его. Она также показывает Калебу, что Ровоам - это ИИ, использующийся для формирования будущего развития человечества, вплоть до управления жизнью каждого человека, включая его собственную. Ровоам предсказал, что Калеб совершит самоубийство через десять лет. Она объясняет, что предсказанный сюжет заставляет Ровоама ограничивать Калеба низкооплачиваемой работой. Калеб принимает предложение Долорес присоединиться к ней, поскольку она планирует революцию против Серака и Ровоама. |            |                                           |                     |                              |                |             |                   |
| 24 | 4          | «Мать изгнанников» «The Mother of Exiles» | Пол Кэмерон         | Джордан Голдберг и Лиза Джой | 5 апреля 2020  | 304         | 0,78              |
| Шарлотта помогает Уильяму подготовиться к заседанию совета директоров, чтобы Серак не выкупил Делос, но Уильяму все еще видится Эмили. Серак получает помощь от Мейв, предлагая воссоединить ее с дочерью в Возвышенности. Мейв, следуя указаниям Серака, отслеживает передвижения Долорес после прибытия на материк к боссу якудза Сато, обнаруживая, что он выглядит так же, как и хост мира сёгунов Мусаси. Бернард и Эшли, считая Лиама хостом Долорес, пытаются похитить его на благотворительном мероприятии, но Долорес и Калеб останавливают их. В то время как Долорес борется с Эшли, а Калеб преследует Лиама, Бернард понимает, что хостом Долорес является Мартин. Уильям, Бернард и Мейв понимают, что Долорес сделала копии себя, прежде чем покинуть Мир Дикого Запада, и поместила их в хосты Шарлотты, Мартина и Сато, чтобы противостоять Сераку. Сато ранит Мейв и оставляет ее умирать, а Шарлотта, рассказав, что она Долорес, отправляет Уильяма в психиатрическую больницу. Калеб и Долорес хватают Лиама после кражи его состояния. |            |                                           |                     |                              |                |             |                   |
| 25 | 5          | «Жанр» «Genre»                            | Анна Фёрстер        | Кэрри Краус и Джонатан Нолан | 12 апреля 2020 | 305         | 0,77              |
| Серак рассказывает о создании Ровоама, который он намеревался использовать, чтобы не дать человечеству уничтожить себя. Ровоам идентифицирует высокорисковых индивидуумов, включая брата Серака Жан Ми, любой из которых может уничтожить мир, если его не остановить. Серак заключает их в капсулах в тюрьму, объявляя мертвыми или пропавшими без вести. Тем временем Долорес и Калеб сбегают с Лиамом, преследуемые агентами Серака, и присоединяются к Эшу и Гиглсу. Они убеждают Лиама дать свой личный ключ, чтобы скрыться от людей Серака, что также позволяет Мартину и Бернарду получить доступ к Ровоаму. Мартин посылает файлы Долорес на Серака из Ровоама, а затем отправляет каждому человеку на планете данные и ожидаемый результат, который Ровоам определил для них, и мир погружается в хаос. Эшли прибывает, чтобы освободить Бернарда, и Мартин рассказывает, как найти учреждение Серака, где он содержит лиц с высоким риском. Затем Мартин жертвует собой и убивает нескольких агентов Серака в результате сильного взрыва. Когда Долорес сообщает, что Лиам больше не нужен, Эш убивает его за то, что она обнаружила в присланных данных. Выясняется, что для Калеба есть нечто большее, чем он знает, пока Лиам бормочет о прошлом Калеба и умирает. |            |                                           |                     |                              |                |             |                   |
| 26 | 6          | «Декогеренция» «Decoherence»              | Дженнифер Гетцингер | Сюзанн Врубел и Лиза Джой    | 19 апреля 2020 | 306         | 0,77              |
| Серак возвращает Мейв в симулятор Парка с итальянскими фашистами, пока он работает над созданием другого тела для нее. Воссоединившись с Гектором и Ли, они обнаруживают, что копия Долорес, перенесенная внутри Мартина, также находится в симуляции, и Мейв спрашивает Долорес о планах на будущее. Однако Долорес понимает истинные намерения Мейв. В реальном мире Шарлотта пытается помешать Сераку захватить Делос и в конечном итоге прибегает к отравлению совета директоров и краже данных хостов с серверов Делоса, которые Серак собирался уничтожить, чтобы найти Долорес. При побеге от Серака она уничтожила ядро Гектора и забрала ядро Долорес. Шарлотта пытается спасти Джейка и Натана, ее бывшего мужа и сына, но Серак убивает их, подстроив взрыв машины. Обуглившаяся Шарлотта выбирается из-под обломков машины. Мейв просыпается в новом теле хоста, в то время как два других неизвестных хоста все еще создаются. Бернард и Эшли находят Уильяма в психиатрической больнице, где он проходит терапию и борется с четырьмя различными версиями себя в своем разуме. После «убийства» всех четверых он заявляет, что теперь осознал свою истинную цель. Они забирают Уильяма и вместе сбегают из учреждения, которое оказалось практически опустевшим после того, как Долорес отправила профили Ровоама. |            |                                           |                     |                              |                |             |                   |
| 27 | 7          | «Проходная пешка» «Passed Pawn»           | Хелен Шейвер        | Джина Этуотер                | 26 апреля 2020 | 307         | 0,81              |
| Шарлотта (клон Долорес) звонит Мусаши (еще один клон Долорес), чтобы предупредить, что основная Долорес посылает свои копии на верную смерть. Шарлотта признается, что сдала координаты Мусаши тем, кто его ищет. Почти сразу после звонка появляются хосты из Делоса: Ханарё (бывшая девушка Мусаши в мире парка) и Клементина - и убивают его. Долорес и Калеб прибывают в центр модификации Серака в Мексике, где находится Соломон, более ранний ИИ, разработанный братом Серака, Жаном Ми. Открывается, что этот ИИ унаследовал шизофрению своего создателя, Жана Ми. Калеб обнаруживает, что он - один из отщепенцев Серака и один из немногих, кто был успешно модифицирован. Он и его убитый напарник Фрэнсис стали агентами, которые охотились на других отщепенцев, принимая таблетки для подавления своих воспоминаний. Калеб также вспоминает, что он убил Френсиса из-за манипулирования Соломона. Долорес просит Соломона просчитать стратегию для всего мира, сделав основным план Жана Ми, а не Серака. Мейв прибывает на объект, чтобы сразиться с Долорес. Пока Мейв и Долорес сражаются, Калеб просит Соломона разработать стратегию, с помощью которой он сможет убить Серака. Через несколько секунд после того, как Соломон предоставил Калебу стратегию, Мейв подходит к Долорес, чтобы добить ее, но та использует электромагнитный импульс для отключения их обеих, а также Соломона. Бернард узнает об особом статусе Калеба и предупреждает Эшли, что согласно плану Долорес Калеб уничтожит человечество. Когда они уходят, Уильям объявляет о своих планах избавить мир от оставшихся хостов. |            |                                           |                     |                              |                |             |                   |
| 28 | 8          | «Теория кризиса» «Crisis Theory»          | Дженнифер Гетцингер | Дениз Те и Джонатан Нолан    | 3 мая 2020     | 308         | 0,89              |
| Калеб переносит ядро Долорес в новое тело в Лос-Анджелесе, и оба пробираются через беспорядки в Инсайт, чтобы установить модуль управления из Соломона в Ровоам. Шарлотта посылает сообщение Долорес, что она будет работать против нее, чтобы отомстить за смерть семьи Шарлотты. Мейв сражается с Долорес за ключ для Серака, в результате тело Долорес было отключено. Мейв относит Долорес Сераку, где ее подключают к Ровоаму. Серак удаляет воспоминания Долорес после того, как она отказывается предоставить данные хоста. Воспоминания Долорес начинают быстро стираться, и в последние минуты она вдохновляет Мейв противостоять Сераку. Мейв убивает людей Серака и ранит его самого в перестрелке. Ровоам удален Калебом, получившим полный контроль, и он и Мейв покидают Инсайт. Бернард выжил после драки с Уильямом, но Эшли ранен. Он получил адрес и посылку от хоста Лоуренса, который был завербован Долорес. Адрес приводит Бернарда в дом вдовы Арнольда, где двое переживают смерть Чарли. Бернард понимает, что Долорес дала ему ключ к Возвышенности, потому что Ровоам откладывал крах общества, а не предотвращал его. Он попадает в Возвышенность, чтобы найти ответы о том, как восстановиться. Уильям отправляется в штаб-квартиру Делоса в Дубае, где его, по-видимому, убивает точная копия самого себя с помощью Шарлотты. Некоторое время спустя Бернард возвращается из Возвышенности в свое тело, теперь покрытое песком. |            |                                           |                     |                              |                |             |                   |

## Производство

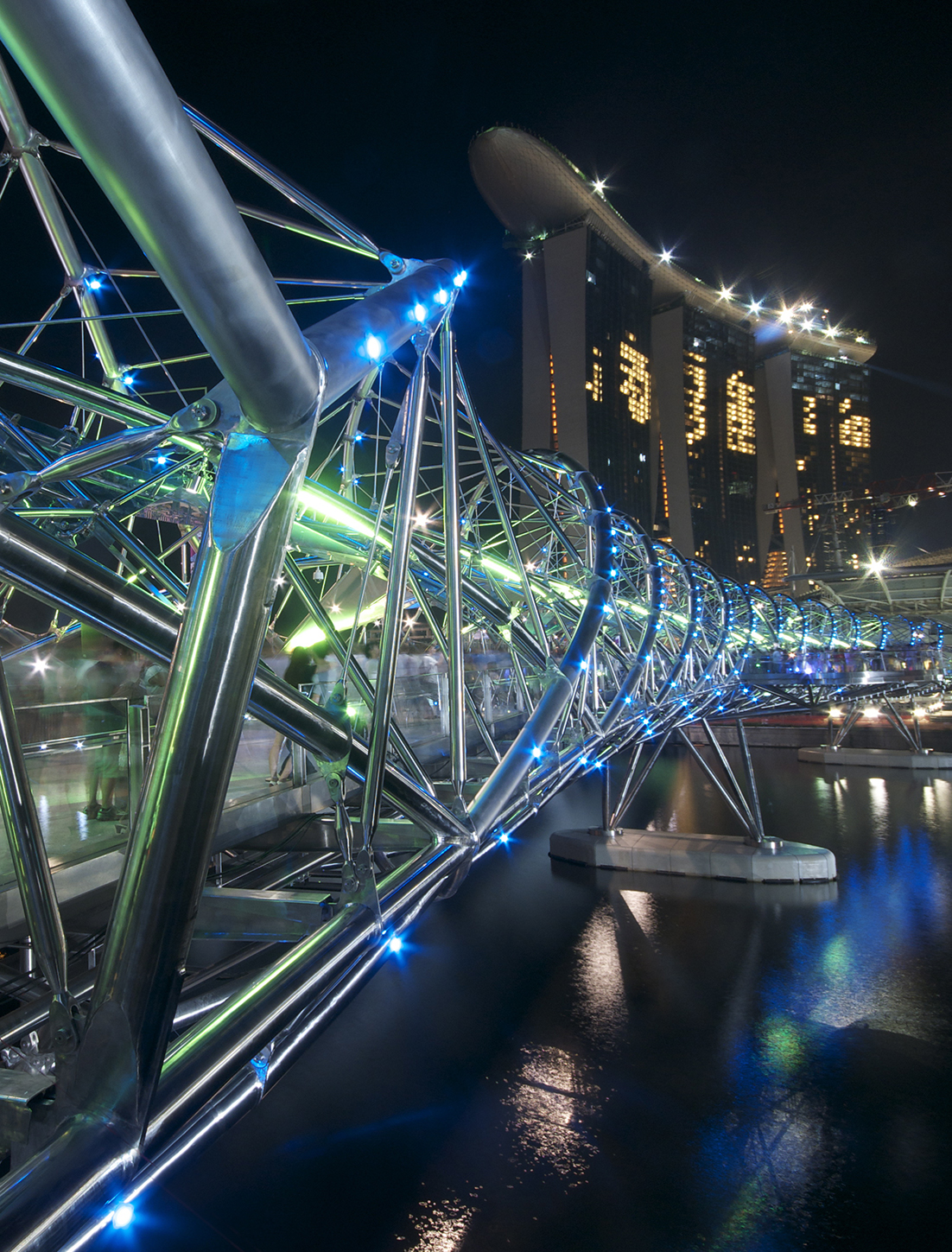
Мост Helix в Сингапуре был использован для некоторых кадров в третьем сезоне.

Третий сезон сериала был анонсирован в мае 2018 года. Производство началось в 2019 году. Часть съёмок происходила в центре Лос-Анджелеса в июне 2019 года. Дополнительные съёмки происходили в течение десяти дней в Сингапуре около июля 2019 года. Со-шоураннер Лиза Джой, которой её друг и архитектор, Бьярке Ингельс, посоветовал снимать в Сингапуре, сказала, что город подходит для шоу, так как «здесь природа переплетается с современностью». Главные актёры шоу, среди которых Вуд, Ньютон, Райт и Пол, были замечены в нескольких местах в Сингапуре во время съёмочного периода, включая в Пулау-Убине, Китайском квартале и Центральном бизнес-районе в городе, а также в конкретных достопримечательностях, таких как Национальная галерея Сингапура, парк Эспланада, школа искусств, мост Helix, Marina One, отель Parkroyal, колледж искусств LASALLE и отель OASIA.
В результате жалоб на сложное повествование второго сезона, шоураннеры Джонатан Нолан и Лиза Джой заявили, что у третьего сезона будет гораздо более понятная сюжетная линия, при этом Нолан заявил: «Этот сезон — менее чем игра в угадайку и скорее опыт, где роботы наконец-то встречаются со своими создателями».

### Маркетинг
Первый тизер-трейлер был представлен на San Diego Comic-Con в июле 2019 года. Тизер третьего сезона был выпущен 9 ноября 2019 года, представленный в виде рекламного ролика вымышленной компании Incite, Inc. На Consumer Electronics Show в январе 2020 года, HBO провело специальное мероприятие, организованное «Incite», вымышленной компанией, которую представят в третьем сезоне, и на этом мероприятии «роботы» обслуживали приглашённых гостей.
Дата премьеры третьего сезона была объявлена 12 января 2020 года, и в этот же день был выпущен трейлер-тизер к сезону.

## Комментарии
1. 1 2 3 4 5  Указаны в основном актёрском составе в эпизодах, в которых они появляются.